# Valentín Depietri
Valentín Depietri (Tandil, 31 ottobre 2000) è un calciatore argentino, attaccante del Talleres (C).

## Carriera
Cresciuto nel Santamarina, debutta in prima squadra il 17 agosto 2019 in occasione dell'incontro di Primera B Nacional pareggiato 0-0 contro il Sarmiento (J).
Nel 2021 viene acquistato dal Fortaleza.

## Statistiche

### Presenze e reti nei club
Statistiche aggiornate al 19 marzo 2025..
| Stagione           | Squadra            | Campionato         | Campionato | Campionato | Coppe nazionali | Coppe nazionali | Coppe nazionali | Coppe continentali | Coppe continentali | Coppe continentali | Altre coppe | Altre coppe | Altre coppe | Totale | Totale | Totale |
| Stagione           | Squadra            | Comp               | Pres       | Reti       | Comp            | Pres            | Reti            | Comp               | Pres               | Reti               | Comp        | Pres        | Reti        | Pres   | Reti   |        |
| ------------------ | ------------------ | ------------------ | ---------- | ---------- | --------------- | --------------- | --------------- | ------------------ | ------------------ | ------------------ | ----------- | ----------- | ----------- | ------ | ------ | ------ |
| 2019-2020          | Santamarina        | PBN                | 16         | 1          | CA              | 0               | 0               | -                  | -                  | -                  | -           | -           | -           | 16     | 1      |        |
| 2020               | Santamarina        | PBN                | 7          | 3          | CA              | 0               | 0               | -                  | -                  | -                  | -           | -           | -           | 7      | 3      |        |
| gen.-giu. 2021     | Santamarina        | PBN                | 8          | 1          | CA              | 0               | 0               | -                  | -                  | -                  | -           | -           | -           | 8      | 1      |        |
| Totale Santamarina | Totale Santamarina | Totale Santamarina | 31         | 5          |                 | 0               | 0               |                    | -                  | -                  |             | -           | -           | 31     | 5      |        |
| lug.-dic. 2021     | Fortaleza          | PD/CE+A            | 0+9        | 0+1        | CB              | 1               | 0               | -                  | -                  | -                  | -           | -           | -           | 10     | 1      |        |
| 2022               | Fortaleza          | PD/CE+A            | 1+16       | 0          | CB              | 2               | 0               | CL                 | 4                  | 0                  | CdN         | 6           | 3           | 29     | 3      |        |
| Totale Fortaleza   | Totale Fortaleza   | Totale Fortaleza   | 1+25       | 0+1        |                 | 3               | 0               |                    | 4                  | 0                  |             | 6           | 3           | 39     | 4      |        |
| 2023               | Talleres (C)       | PD                 | 16         | 0          | CA+CdL          | 3+12            | 0+1             | -                  | -                  | -                  | -           | -           | -           | 31     | 1      |        |
| 2024               | Talleres (C)       | PD                 | 15         | 1          | CA+CdL          | 1+6             | 0               | CL                 | 3                  | 0                  | -           | -           | -           | 25     | 1      |        |
| 2025               | Talleres (C)       | PD                 | 8          | 1          | CA              | 1               | 0               | CL                 | 0                  | 0                  | SI          | 1           | 0           | 10     | 1      |        |
| Totale Talleres    | Totale Talleres    | Totale Talleres    | 39         | 2          |                 | 23              | 1               |                    | 3                  | 0                  |             | 1           | 0           | 66     | 3      |        |
| Totale carriera    | Totale carriera    | Totale carriera    | 96         | 8          |                 | 26              | 1               |                    | 7                  | 0                  |             | 7           | 3           | 136    | 12     |        |

## Palmarès

### Club

#### Competizioni nazionali
- Supercopa Internacional: 1

Talleres: 2023

#### Competizioni statali
- Campionato Cearense: 1

Fortaleza: 2022